# Phyllophaga pseudofloridana
Phyllophaga pseudofloridana är en skalbaggsart som beskrevs av Robert E. Woodruff och Beck 1989. Phyllophaga pseudofloridana ingår i släktet Phyllophaga och familjen Melolonthidae. Inga underarter finns listade i Catalogue of Life.